# Avgudadyrkan
Avgudadyrkan är (okritisk) beundran för alternativa eller hedniska gudar – avgudar. Begreppet används ofta av representanter för en dominerande religiös tro och ses som en sorts synd inom monoteistiska religioner. Avgudadyrkan förknippas eller förväxlas ibland med bilddyrkan, där man dyrkar avbildningar av någon gudom.

## Funktion och definition
Själva existensen av begreppet förutsätter att det finns en enda, sann gud, och att denne gud då förväntar sig folkets tillbedjan. Genom avgudadyrkan väljer människor istället att tillbe andra gudar, avgudar, vilka antas vara verkliga eller inbillade.
Alternativt kan avgudadyrkan syfta på att ägna alltför mycket av sin tid och uppmärksamhet åt annat än att dyrka sin gud. Exempelvis kan jakten efter pengar ses som en sorts avgudadyrkan, och pengar kan då ibland personifieras som avguden Mammon.

## Inom olika religioner
Inom monoteistiska religioner som judendom, kristendom och islam har kampen ofta förts mot andra religioner och deras dyrkan av sina egna gudar.

### Kristendomen
I Bibelns gamla testamente förekommer många beskrivningar av avgudadyrkan. Ett exempel är berättelsen om guldkalven i Andra Mosebok kapitel 32.

### Islam
Berättelsen om Mose och guldkalven som nämndes ovan återkommer inom islam i Koranen, i sura 20.
Inom islam kallas tron på flera gudar shirk och är den enda synd för vilken förlåtelse ej givs. För det mesta förekommer shirk i dyrkan genom att tillbe någon annan gud vid sidan av Gud, som till exempel att förrätta offer, ge löften, fruktan, hopp och kärlek. "Gud utestänger den från Paradiset som sätter medhjälpare vid Guds sida och Elden skall bli hans sista hemvist. För syndare finns inga hjälpare.", "Gud förlåter inte dem som sätter medhjälpare vid Hans sida, men Han förlåter den Han vill allting annat förutom det.", "Men det har uppenbarats för dig liksom för dina föregångare att om du sätter medhjälpare vid Guds sida skall allt vad du har åstadkommit gå om intet."

## Bilddyrkan
I engelska språket används ordet idolatry i betydelsen 'avgudadyrkan'. I svenskan syftar dock det motsvarande idolatri på bilddyrkan – användningen av ikoner och andra kultbilder i religiöst syfte. Den kristna historien har sett många strider mellan bilddyrkare och bildstormare, inklusive inom den grekisk-ortodoxa kyrkan. Bildstriden slutade med att ikoner blev hedrade som kultföremål inom denna gren av kristendomen.
Genom den kristna historien finns många beskrivningar av hedniska folks "avskyvärda" dyrkan av avgudabilder. Sådana beskyllningar har ofta riktats mot kultbilder inom bland annat buddhismen och hinduismen. Antagligen bygger detta på en missuppfattning om att människorna skulle dyrka själva avbildningen, medan de egentligen dyrkat den gudom som framställts i bilden.
Inom islam är bilddyrkan ofta strängt förbjuden, inklusive avbildande av Gud och Muhammed. Sådant avbildande av profeter och andra människor har dock gjorts många gånger genom den islamska historien, och avbildningsförbudet egentligen syfta på ett förbud mot avgudadyrkan.